# Thám tử lừng danh Conan: Ngôi sao 5 cánh 1 triệu đô
Thám tử lừng danh Conan: Ngôi sao 5 cánh 1 triệu đô (Nhật: 名探偵コナン 100万ドルの五稜星 Hepburn: Meitantei Conan: Hyaku-man Doru no Michishirube, tên tiếng Anh: Detective Conan: The Million-Dollar Pentagram) là bộ phim điện ảnh anime trinh thám năm 2024 của Nhật Bản dựa trên nguyên tác là bộ manga Thám tử lừng danh Conan của họa sĩ Aoyama Gōshō. Đây là bộ phim điện ảnh thứ 27 của loạt phim điện ảnh Thám tử lừng danh Conan, sau bộ phim điện ảnh Thám tử lừng danh Conan: Tàu ngầm sắt màu đen.

## Tổng quan
Trong bộ phim Thám tử lừng danh Conan: Tàu ngầm sắt màu đen (2023), một đoạn giới thiệu về phần phim mới đã được chiếu vào cuối bộ phim, đã tiết lộ rằng hai nhân vật Kaito Kid và Hattori Heiji sẽ trở thành những nhân vật chủ chốt trong bộ phim điện ảnh tiếp theo.
Vào ngày 30 tháng 9 năm 2023, thông tin về bộ phim thứ 27 của Thám tử lừng danh Conan đã được công bố trên kênh YouTube của TohoMOVIE trong một video thuộc sự kiện 【Tuần lễ vàng 2024】.
Vào ngày 29 tháng 11 năm 2023, trên tạp chí Weekly Shōnen Sunday số đầu tiên của năm 2024 đã thông báo về việc phim sẽ chính thức ra mắt vào ngày 12 tháng 4 năm 2024 tại Nhật Bản. Và sẽ phát hành vào Việt Nam khoảng tháng 7 cùng năm. Trong cùng ngày hôm đó, tựa đề cũng như những hình ảnh chính thức đầu tiên của phim cũng đã được tác giả Aoyama Gōshō công bố, phim sẽ được đạo diễn bởi Tomoka Nagaoka với kịch bản do Takahiro Okura chấp bút cùng âm nhạc sẽ được sáng tác bởi Yūgo Kanno.
Bộ phim đánh dấu sự xuất hiện tiếp theo của nhân vật Kaito Kid sau bốn tác phẩm kể từ bộ phim Thám tử lừng danh Conan: Cú đấm Sapphire xanh (2019), lần xuất hiện thứ sáu của nhân vật Hattori Heiji kể từ bộ phim Thám tử lừng danh Conan: Bản tình ca màu đỏ thẫm (2017) và đồng thời đây cũng là lần tiếp theo cả hai nhân vật này xuất hiện cùng nhau kể từ bộ phim Thám tử lừng danh Conan: Con tàu biến mất giữa trời xanh (2010). Bên cạnh đó, phim cũng sẽ có sự tham gia lần đầu của Souji Okita (Okita Sooshi), nhân vật từ bộ manga YAIBA của Aoyama xuất hiện trong phim Thám tử lừng danh Conan.

## Cốt truyện
Thông báo từ Kaito Kid đã được gửi tới phòng chứa đồ của Axie Zaibatsu ở Hakodate, Hokkaidō. Mục tiêu của Kid lần này là một thanh kiếm Nhật gắn liền với Toshizō Hijikata, phó chỉ huy của Shinsengumi sống vào cuối thời Edo. Tại sao Kid, người đang theo đuổi Big Jewel, lại nhắm đến thanh kiếm...? Trong khi đó, Hattori Heiji, một thám tử đến từ phương Tây, cùng Conan và những người bạn của anh cũng đang đến thăm Hakodate để tham gia một giải đấu kiếm đạo, và vào ngày nhận được thông báo tội phạm, Heiji đã nhìn thấu lớp ngụy trang của Kid và dồn cậu ta vào góc tường...!? Cùng lúc đó, một thi thể có vết cắt hình chữ thập trên ngực được tìm thấy ở khu nhà kho Hakodate. Cuộc điều tra phát hiện ra một người đàn ông người Mỹ gốc Nhật được mệnh danh là "Thương gia tử thần", người hoạt động buôn bán vũ khí khắp châu Á. Anh ta đang tìm kiếm một kho báu được cho là đã được cất giấu ở đâu đó tại Hakodate bởi người đứng đầu đầu tiên của gia tộc Akie, người có liên quan sâu sắc đến ngành quân sự trong chiến tranh. Cũng có tin đồn rằng nó là loại vũ khí mạnh đến mức có thể thay đổi hoàn toàn cục diện cuộc chiến, tưởng chừng như Nhật Bản sẽ bị đánh bại vào thời điểm đó. Dường như có mối liên hệ nào đó giữa kho báu và thanh kiếm mà Kid đang nhắm tới, và khi Kid nhắm đến thanh kiếm thì bóng đen của một "kiếm sĩ" bí ẩn lại gần...

## Lồng tiếng
| Nhân Vật            | Diễn Viên Lồng Tiếng | Diễn Viên Lồng Tiếng   |
| Nhân Vật            | Tiếng Nhật           | Tiếng Việt             |
| ------------------- | -------------------- | ---------------------- |
| Edogawa Conan       | Takayama Minami      | Trần Hoàng Sơn         |
| Kudo Shinichi       | Yamaguchi Kappei     | Trần Hoàng Sơn         |
| Kaito Kid           | Yamaguchi Kappei     | Hồ Tiến Đạt            |
| Hattori Heiji       | Horikawa Ryo         | Nguyễn Quang Tuyên     |
| Mori Ran            | Yamazaki Wakana      | Phạm Thuý Hằng         |
| Mori Kogoro         | Koyama Rikiya        | Trần Vũ                |
| Toyama Kazuha       | Miyamura Yuko        | Trương Ngọc Châu       |
| Kudo Yukiko         | Shimamoto Sumi       | Trương Ngọc Châu       |
| Kudo Yusaku         | Tanaka Hideyuki      | Trần Nguyễn Hoài Bảo   |
| Nakamori Ginzo      | Ishii Koji           | Trần Nguyễn Hoài Bảo   |
| Nakamori Aoko       | Ichimichi Mao        | Phạm Hồ Thanh Lộc      |
| Fukushiro Ryoe      | Sugo Takayuki        | Tạ Bá Nghị             |
| Fukushiro Hijiri    | Matsuoka Yoshitsugu  | Nguyễn Anh Tuấn        |
| Okita Souji         | Yusa Koji            | Huỳnh Gia Khánh        |
| Tiến sĩ Agasa       | Ogata Kenichi        | Hồ Chơn Nhơn           |
| Haibara Ai          | Hayashibara Megumi   | Lưu Ái Phương          |
| Tsuburaya Mitsuhiko | Otani Ikue           | Lưu Ái Phương          |
| Yoshida Ayumi       | Iwai Yukiko          | Lê Vũ Kim Ngọc         |
| Kojima Genta        | Takagi Wataru        | Huỳnh Phương Hoàng Trí |
| Kawazoe Yoshihisa   | Oizumi Yo            | Huỳnh Phương Hoàng Trí |
| Ooka Momiji         | Yukino Satsuki       | Nguyễn Vũ Minh Chuyên  |
| Iori Muga           | Daisuke Ono          | Trần Gia Trí           |
| Suzuki Sonoko       | Matsui Naoko         | Võ Ngọc Quyên          |
| Nishimura Kyohei    | Hanada Hikaru        | Thái Văn Minh Vũ       |
| Onoe Takuzo         | Naka Hiroshi         | Lý Gia Huy             |
| Brian D. Kadokura   | Ginga Banjo          | Lê Quốc Trung          |
| Yoshinaga Miko      | Kono Marika          | Cao Thuỵ Thanh Hồng    |
| Hijikata Toshizo    | Tsuda Kenjiro        | Trần Lê Duy            |
| Machida Shotoku     | Kanemitsu Nobuaki    | Lâm Quốc Tín           |

## Quảng bá

### Công bố
Ngày 29 tháng 11 năm 2023, hình ảnh teaser cũng như tiêu đề chính thức của bộ phim đã được công bố trong tạp chí Weekly Shōnen Sunday số đầu tiên của năm 2024 và cũng được đăng tải trên nền tảng Twitter, nay là X.
Vào ngày 30 tháng 11 cùng năm, video cũng như câu chuyện đặc biệt của phim cũng đã được phát hành.

## Thám tử lừng danh Conan vs. Kaito Kid
Thám tử lừng danh Conan vs. Kaito Kid là bộ phim tổng hợp đặc biệt dựa trên phiên bản truyền hình ra mắt vào ngày 5 tháng 1, 2024. Bài hát chủ đề đầu tiên của phim mang tựa đề là 「大胆」(tạm dịch: Táo bạo) do WANDS trình bày.